# すべての季節に君だけがいた
『すべての季節に君だけがいた』（すべてのきせつにきみだけがいた）とは、春田モカの恋愛小説・SF小説。

## 概要
筆者初の男性を主人公とする長編小説
本作は読者に対し、生きる上で自分にとって何が大切か。を想像して欲しい思いから生まれたと後書きに記されている。

## あらすじ
不治の病に対してコールドスリープによる治療に希望が見え始めた日本。不治の心臓病に罹った鶴咲青花は「年に4回、1週間だけ目覚められる」という四季コールドスリープによる最新治療を受けながら、ゲーム実況者「師走」ことクラスメイトの神代禄と共に、1年間でたった4週間しか出会えない彼との恋愛模様を描いた作品。

## 登場人物
鶴咲青花
心臓病により四季コールドスリープを受けた女子高生。師走こと禄と恋愛関係に落ちる。
ゲームと「師走」のゲーム実況を見るのが好き。
神代禄
動画配信サイトで「師走」として活動する男子高校生。青花が来る前はいわゆるぼっちで、中学時代に虐められた経験を持つ。
神代俊也
禄の弟。禄がとある事情で進学を諦めた私立M学園を目指す受験生。母親に産む予定のなかった子どもだと知らされてから反抗的になるものの、禄の説得によって次第に家族と溶け込み始める。
木下
禄が中学生の頃の同級生。クラスのリーダー的存在だが、禄に成績で負けた恨みで、禄に関する虚偽の情報をクラス全員に広めたり、禄の腹を殴ったり、禄の弟俊也を人質にして禄を進学校へ進ませないよう脅す。
守倉先生
四季コールドスリープを考案した男性の医者。見かけは怖いものの性格は優しい。未だ国内で賛否両論のある四季コールドスリープのメリットを世間に訴え続けている。
板野結衣
青花と同じで四季コールドスリープを受ける中学生の女の子。師走のファンでゲーム好き。青花とは夏と秋だけ目覚めが被る為、仲良くなった。
おばあちゃん
青花の祖母。青花が愛しており、料理が得意。青花が4月に起きる前に肺炎で亡くなる。
鶴咲幸治
青花の父親。歯医者で働く医者であり、若い頃に妻を病気で亡くしている。母(おばあちゃん)と青花が亡くなり1人になったことから家を売る。